# Mads Søgaard
Mads Søgaard (Aalborg, Dinamarca, 13 de diciembre de 2000) es un jugador profesional danés de hockey sobre hielo que se desempeña en la posición de guardameta en Ottawa Senators, equipo de la National Hockey League (NHL).

## Carrera
Fue seleccionado en la segunda ronda en la NHL Entry Draft de 2019. En 2021 hizo su debut profesional con el equipo Ottawa Senators, donde lleva jugando tres temporadas.